# Осторожней, моя милая
«Осторожней, моя милая» (англ. Beware, My Lovely) — нуаровый психологический триллер режиссёра Гарри Хорнера, вышедший на экраны в 1952 году.
Действие фильма практически полностью происходит в стенах одного дома, где молодая вдова (Айда Лупино) нанимает уборщика (Роберт Райан), который оказывается сумасшедшим, страдающим провалами памяти и склонностью к насилию. Он запирает хозяйку внутри дома, представляя для неё вполне реальную психологическую и физическую угрозу. «В центре внимания фильма запуганная вдова, оказавшаяся в ловушке одна, в своём доме в спальном квартале вместе с пугающим, несущим угрозу незнакомцем, который, по всей видимости, сумасшедший и который колеблется между непродолжительными актами доброты и проявлениями убийственных намерений».
Наряду с такими картинами, как «Ребекка» (1940), «Газовый свет» (1944), «Меня зовут Джулия Росс» (1945), «Тайна за дверью» (1947), «Женщина в бегах» (1950) и «Опасность» (1953) фильм относится к категории «женщина в опасности», а наряду с такими картинами, как «Окаменевший лес» (1936), «Ки Ларго» (1948), «Внезапный» (1954) и «Часы отчаяния» (1955) — к категории «заложники в доме».

## Сюжет
Действие фильма происходит в 1918 году. Рабочий Говард Уилтон (Роберт Райан) заканчивает ремонт дома и зовёт хозяйку, миссис Уоррен. Не получив ответа, Говард находит причитающуюся ему оплату и собирается уходить, но в последний момент, заглянув во встроенный шкаф, в ужасе видит там мёртвую миссис Уоррен. Говард убегает из дома на железнодорожный узел и садится в первый проходящий мимо состав, добираясь до небольшого городка в одном из южных штатов США.
В этом городке в своём доме военная вдова и учительница, миссис Хелен Гордон (Айда Лупино) заканчивает приготовления с детьми к рождественскому празднику. Чтобы привести в порядок свой большой дом, она приглашает Говарда в качестве уборщика. Уолтер Армстронг (Тейлор Холмс), который снимает комнату у Хелен, уезжает на рождественские каникулы. Оплачивая аренду вперёд, Армстронг говорит, что, в его отсутствие в его комнату может поселиться на несколько дней один из его друзей. В этот момент на пороге дома Хелен появляется Говард.
Простившись с Армстронгом, Хелен проводит Говарда в дом и просит начать его уборку с полировки полов. Лишь только начав работу Говард переживает странное дежавю, как будто он вновь оказался в доме убитой миссис Уоррен. Затем на одном из столиков среди вещей Хелен Говард видит стоящую в рамке фотографию её мужа в военной форме. Эта фотография приводит Говарда в нездоровее волнение, он переворачивает её лицом вниз. Затем Говард с разрешения Хелен поднимается на второй этаж, чтобы повесить там своё пальто в настенный шкаф. В этот момент Хелен звонит в продовольственный магазин и делает заказ продуктов на вечер.
Когда Говард спускается вниз, он слышит последние слова телефонного разговора, и ему вдруг кажется, что Хелен выражала кому-то недовольство его работой. Постепенно возбуждаясь, он начинает допрашивать Хелен, довольна ли она его работой. Хелен пытается успокоить его, говоря, что вполне довольна, и, видя его отчаянное состояние, обещает несколько раз в неделю приглашать его для уборки дома. Говард удовлетворённо улыбается, но затем мрачнеет, говоря, что никто не приглашает его к себе во второй раз. Чувствуя, что Говард чем-то серьёзно обеспокоен, Хелен просит его рассказать о своих проблемах, но Говард отказывается. Несмотря на то, что у него помутнело сознание, Говард снова начинает натирать полы, а Хелен тем временем поднимается наверх.
В этот момент в дом врывается Рут Уильямс, беспутная и ленивая, но весёлая племянница Хелен старшего школьного возраста, начиная заигрывать и фривольно шутить с Говардом. Когда он не обращает на неё внимания, Рут разбрасывает чипсы прямо на полу перед ним, и говорит, что не один мужчина не стал бы делать такую немужскую работу, которую делает он. Придя в тихую ярость, Говард провожает Рут до входной двери, затем запирает за ней дверь на ключ, который кладёт в нагрудный карман. Затем он запирает также и второй выход из дома во внутренний двор, и ключ также берёт себе.
Спустившись вниз, Хелен видит, что Говард не в себе, он говорит, что, наверное, слишком болен, чтобы продолжить работу. Сочувствие со стороны Хелен вызывает у Говарда неприятные для него воспоминания о том, как его не взяли на службу в армию, посчитав психически нездоровым. Говард откровенно признаётся Хелен, что страдает частыми провалами памяти и видениями мёртвых людей. Когда Говард в порыве откровенности предполагает, что, возможно, кого-то из этих людей он убил, напуганная до смерти Хелен устремляется к входной двери. Она пытается открыть дверь, но та заперта. Хелен говорит, что никогда не запирает днём входную дверь, предполагая, что это сделал Говард, и просит отдать его ключи. Однако Говард утверждает, что ничего такого не делал, и ключей у него нет.
Кое-как Хелен удаётся успокоить Говарда, у которого, видимо, заканчивается очередной приступ, и он просит разрешения у Хелен пожить в её доме несколько недель. Хелен отказывает ему, говоря, что единственную свободную комнату снимает Армстронг. Однако она обещает поговорить с Армстронгом, когда тот вернётся, после чего позвонит Говарду. Говард, уже забывший о том, что Армстронг уехал в отпуск, попадается на уловку Хелен и соглашается уйти. Пока Хелен уходит на второй этаж, чтобы принести пальто Говарда, на пороге дома появляется знакомый Армстронга, который спрашивает у Говарда, может ли он временно пожить в освободившейся комнате Армстронга. Говард, говорит ему, что комната уже занята и запирает дверь. Затем он набрасывается на спускающуюся по лестнице Хелен, обвиняя её в обмане.
Несколько раз подряд звонит телефон, однако Говард запрещает ей отвечать на звонки, и требует, чтобы она отправлялась на кухню. Оставшись на кухне одна, Хелен разбивает окно и пытается сбежать, но Говард затаскивает её обратно в гостиную. В этот момент на пороге дома появляется группа учеников Хелен с рождественскими подарками для неё. Чтобы не вызывать подозрений, Говард запирает Хелен в подвале, а сам впускает детей в дом. Говард говорит им, что Хелен больна и не сможет выйти к ним, однако на рождественский праздник обязательно придёт. Дети оставляют подарки и уходят. Когда они оказываются на улице, Хелен пытается окликнуть одного мальчика, он как будто слышит её голос, но затем решает, что это ему показалось.
Вновь придя в более спокойное состояние, Говард приводит Хелен в гостиную комнату и с гордостью показывает ей, как он украсил рождественскую ель. Говард предлагает ей пойти на кухню и немного поесть, рассказывая ей о своём одиночестве. Воспользовавшись его меланхоличным настроением, Хелен пытается расположить его к себе. Она говорит, что Говард может временно пожить в комнате Армстронга, но перед этим она должна там убраться. Говард поднимается вслед за Хелен в комнату Армстронга. В комоде он случайно находит военную шинель мужа Хелен. Он бережно надевает её, а затем пытается обнять и поцеловать Хелен. Хотя она твёрдо отстраняет его, Говард воспринимает это спокойно и даже благодарит её за её доброту.
В этот момент в дверь дома звонит Даг, посыльный из продовольственного магазина, который привёз заказ Хелен. Опасаясь реакции Говарда, Хелен говорит Дагу, что выпишет чек в оплату продуктов и уходит в другую комнату. Хелен пишет на обратной стороне чека, что она в опасности и просит спасти её. Однако заподозрив что-то, Говард расплачивается с мальчиком своими наличными деньгами и быстро выпроваживает его. Затем он идёт в комнату Хелен и видит, как она пишет записку с просьбой о спасении.
Хелен убегает от него наверх в спальную комнату, где хватает большие ножницы, чтобы защититься, однако Говард отнимает их у неё. Он начинает душить Хелен, и когда она теряет сознание, у Говарда заканчивается очередной приступ. Придя в себя и видя неподвижную Хелен, Говард решает, что убил её и выбегает из комнаты. Через некоторое время Хелен приходит в себя и спускается вниз. Она видит, что Говард собрался уходить, совершенно забыв обо всём, что произошло в течение дня.
Говард отдаёт ей ключи от дома, и уже собирается уйти, когда на пороге появляется телефонный мастер Стивенс, которого направили озабоченные знакомые, которые не могли дозвониться до Хелен. Хелен утверждает, что с телефоном у неё всё в порядке и уговаривает Стивенса подвезти Говарда на своём автомобиле. Оставшись наедине со Стивенсом после ухода Говарда, Хелен быстро говорит ему, что Говард сумасшедший и удерживает её в доме в качестве заложницы. В подтверждение своих слов Хелен показывает Стивенсу разбитое окно на кухне, через которое она пыталась бежать. В этот момент Говард тихо возвращается в дом и поднимается на второй этаж, чтобы забрать своё пальто. Не зная о том, что Говард вернулся, Стивенс идёт к машине, а затем быстро возвращается, чтобы сообщить, что Говард исчез.
После отъезда Стивенса Хелен с ужасом видит спускающегося по лестнице Говарда. Однако Говард совершенно спокоен, и тихо попрощавшись, выходит на улицу. За дверью виден свет автомобильных фар, возможно, подъехавшей к дому полиции.

## В ролях
- Айда Лупино — Хелен Гордон
- Роберт Райан — Говард Уилтон
- Тейлор Холмс — мистер Уолтер Армстронг

## Создатели фильма и исполнители главных ролей
В конце 1940-х годов, когда Айде Лупино было уже за тридцать, и она была признанной и уважаемой актрисой, она «начала новую карьеру по другую сторону камеры. В 1949 году вместе со своим тогдашним мужем, продюсером Коллье Янгом она основала собственную компанию „Филмейкерс“ и начала выпускать низкобюджетные, снятые на натуре фильмы, построенные вокруг напряжённых межличностных и психологических конфликтов». Многие из них были поставлены самой Лупино, но «Осторожней, моя милая» (1952) они решили дать возможность поставить художнику-постановщику Гарри Хорнеру, который завоевал Оскар за художественную постановку фильма «Наследница» (1949) и произвёл на Лупино впечатление своей художественной постановкой её первой режиссёрской работы «Оскорбление» (1950). В работе над фильмом «Лупино оказывала новому режиссёру значительную помощь, дав согласие сыграть главную роль в фильме и даже самостоятельно поставив несколько сцен, когда Хорнер был вынужден провести некоторое время со своей женой в больнице».
Наиболее заметными работами Хорнера как режиссёра стали фантастический фильм «Красная планета Марс» (1952), нуар «Вики» (1953), триллер «Жить в гармонии» (1955) и криминальная драма «Бурная вечеринка» (1956).
Сценарий фильма написал Мел Динелли по собственной пьесе «Человек». «К этому времени Динелли был признанным создателем саспенса, написав сценарии таких фильмов, как „Винтовая лестница“ (1946), „Окно“ (1949) и „Момент безрассудства“ (1949). Его достижения в жанре фильм нуар были признанными благодаря работе с такими режиссёрами, как Фритц Ланг и Роберт Сиодмак».
На роль Говарда Лупино выбрала Роберта Райана. В том же году они вместе сыграли главные роли в другом (и по мнению многих, намного превосходящем) нуаровом триллере «На опасной земле» (1952) режиссёра Николаса Рэя. Хотя Райан не считался звездой уровня ведущих киногероев, тем не менее у него была долгая, крепкая и успешная карьера благодаря его умению создавать сложные образы неоднозначных и неуравновешенных крутых парней". Свои наиболее заметные нуаровые роли Райан сыграл в фильмах «Перекрёстный огонь» (1947), «Акт насилия» (1948), «Подстава» (1949), «На опасной земле» (1951), «Плохой день в Блэк-роке» (1955) и «Ставки на завтра» (1959).
Райан поддержал решение Лупино пригласить в качестве оператора Джорджа Е. Дисканта, который снимал «На опасной земле», а ранее — ещё одну картину с участием Райана — «Рэкет» (1951). У Дисканта за спиной было несколько впечатляющих нуаровых работ — «Они живут по ночам» (1949), «Узкая грань» (1952) и «Тайны Канзас-сити» (1952).

## Прокатная судьба фильма
По информации Роба Никсона, фильм был снят всего за 18 дней, но его выход на экраны был задержан студией RKO Pictures на год. Как предположил Райан, это было связано с тем, тогдашний владелец студии Говард Хьюз «решил похоронить фильм из-за активно и явно выражаемых левых политических взглядов Райана». «Когда фильм, наконец, вышел в Нью-Йорке, он был поставлен в одну программу с восьмью водевильными номерами. После премьеры он был понижен до статуса демонстрируемого перед главным фильмом в сдвоенном сеансе, и находился в прокате совсем недолго».

## Оценка фильма критикой
Фильм получил неоднозначные отзывы критиков, однако операторская работа, а также актёрская игра Айды Лупино и Роберта Райана получила в основном высокие оценки. Журнал «TimeOut» назвал фильм «небезынтересным триллером на тему „женщина в опасности“, достойным просмотра благодаря Лупино и Райану», а Хэл Эриксон — «напряжённым саспенс-фильмом, идеально подогнанным под таланты Айды Лупино и Роберта Райана». С другой стороны Деннис Шварц, охарактеризовал его как «неприятный криминальный триллер о женщине в опасности без какой-либо отдачи или чего-либо стоящего, что можно было бы о нём сказать».
Кинокритик Босли Кроутер в «Нью-Йорк таймс» заключил, что фильм «прямо направлен на демонстрацию актёрского мастерства, где сама история совершенно очевидно надумана и выстроена с единственной целью вызывать спинную дрожь. И успех этого достойного предприятия будет зависеть полностью от того, насколько вы восприимчивы к лишённым логики маленьким уловкам со смутными тенями и сжатыми руками». Далее он пишет: «Мел Динелли, который написал сценарий (и театральную пьесу „Человек“, на которой он основан), был просто озабочен созданием растянутого невинного, заставляющего кровь застывать в жилах, нервного возбуждения. Он ставит героиню в эту рискованную ситуацию с непредсказуемым человеком и затем в течение часа с лишним он поддразнивает леди и публику избитым саспенсом». «TimeOut» отметил, что фильм «разочаровывает своей задумчиво вялой режиссёрской работой (дебют художника-постановщика Гарри Хорнера) и сценарием, который вязнет в повторяющихся событиях вместо того, чтобы исследовать характеры», а его «неспешный, лишённый кульминации финал надо было сделать мощнее». Шварц также считает, что «фильм поставлен скучно».
Отметив экспрессионистскую операторскую работу Джорджа Дисканта, Деннис Шварц пишет, что фильм «снят в традиционном для фильма нуар стиле, где визуальные решения намного интереснее, чем сама история и недостаточно проработанные образы». Никсон подчёркивает, что «всё то незначительное внимание, которое привлёк к себе фильм, в основном касается работы Дисканта, особенно, использование им отражений и наложений изображений для подчёркивания ощущения угрозы и безумия, хотя Райана также хвалили за привнесение чувствительности и симпатии в образ своего по сути крайне негативного персонажа». Ханс Воллстейн отмечает, что «оператор Джордж Дискант задействует несколько интересных ракурсов в фильме, так, например, снимает Роберта Райана таким образом, что он кажется нависающим над испуганной Айдой Лупино даже когда он находится в своей мягкой спокойной фазе». Но, продолжает Воллстейн, «это, однако, единственный аспект, выделяющий этот психологический триллер среди многочисленных аналогичных телесериалов, которые уже появились на телевидении к 1952 году».
Шварц считает, что «единственная причина смотреть этот фильм заключается в Айде Лупино и Роберте Райане, которому удаётся искусно сделать своего угрюмого персонажа выглядящем где-то по-человечески — это немалое искусство». Воллстейн также отмечает, что в фильме «есть и ожидаемые выдающиеся актёрские работы как со стороны как Райана, так и Лупино, но окончательный результат остаётся тем не менее каким-то неоднозначным и неудовлетворяющим». Кроутер пишет: «В роли психопата Роберт Райан выполняет компетентную, обычную „угрожающую“ работу, разносторонне демонстрируя разгулявшегося таблоидного злодея. Он то ведёт себя с джентльменской благопристойностью, то щурит глаза, опускает челюсть и втягивает голову в плечи, когда надо схватить за горло. От него не отстаёт и Айда Лупино в роли леди, подвергающейся угрозам и запугиваниям, она пучит глаза и делает жесты, обозначающие глубокий страх».